# Евфросин Святогорец
Евфросин Святогорец — епископ Русской церкви, епископ Муромский и Рязанский.
Упоминается епископом Муромским и Рязанским с 1223 по 1237 год.
Вероятно именно он совершил постриг в монашество муромского князя Давыда Юрьевича и его супругу (см. Петр и Феврония Муромские), дав княгине соименное со своим монашеское имя, а также, предположительно, совершил церковное погребение княжеской четы, скончавшейся по преданию в один день в апреле 1228 года.
Его управление епархией совпало с нашествием Батыя и разгромом Рязани в 1237 году, а затем и Мурома — в 1239 году.
Существует предположение, что епископ Евфросин привёз в Муром юного князя Романа Ольговича, угнанного в Орду.